# Булије лез Аноне
Булије лез Аноне (фр. Boulieu-lès-Annonay) је насељено место у Француској у региону Рона-Алпи, у департману Ардеш.
По подацима из 2011. године у општини је живело 2141 становника, а густина насељености је износила 226,56 становника/km².

## Демографија
| 1962. | 1968. | 1975. | 1982. | 1990. | 2011. |
| ----- | ----- | ----- | ----- | ----- | ----- |
| 1.343 | 1.459 | 1.666 | 1.767 | 1.942 | 2.141 |